# Grandy Island
Grandy Island is een eiland van 2 km² dat deel uitmaakt van de Canadese provincie Newfoundland en Labrador. Het eiland ligt vlak voor de zuidkust van Newfoundland en maakt deel uit van de gemeente Burgeo. 

## Geografie
Grandy Island ligt aan het centrale gedeelte van Newfoundlands zuidkust en is het hoofdeiland van de Burgeo-eilanden. Het eiland heeft een erg onregelmatige vorm daar het bestaat uit drie lange schiereilanden die in het westen met elkaar verbonden zijn. Tussen het noordelijke en centrale schiereiland ligt een grote natuurlijke haven genaamd Short Reach. Het meest zuidelijke schiereiland is aanzienlijk kleiner dan de andere twee.
In het westen wordt het eiland door de zeestraat Aaron Arm van het "vasteland" van Newfoundland gescheiden. Aaron Arm is op z'n smalste punt in het zuiden amper 30 meter breed en ook in het noorden is hij op verschillende plaatsen minder dan 80 meter breed. Een 50 meter lange dijk (met daarop Park Road) maakt de oversteek naar het op Newfoundland gelegen Sandbanks Provincial Park. 
In het noorden wordt Grandy Island door Long Reach van Newfoundland gescheiden, een zeestraat die gemiddeld slechts 100 meter breed is. Bij het westelijke gedeelte zijn er twee plaatsen waar Long Reach minder dan 50 meter breed is. Bij de westelijkste van beide versmallingen is een dijk aangelegd waarop Route 480 – de enige toegangsweg tot Burgeo – ligt.

### Burgeo
Grandy Island vormt slechts een klein gedeelte van het grondgebied van Burgeo, dat zich grotendeels over Newfoundland zelf uitstrekt. Grandy Island telt echter zo'n 1100 inwoners, wat overeenkomt met ruim 90% van de bevolkingsomvang van de gemeente. Driekwart van het eiland is dan ook volgebouwd; uitsluitend het meest noordelijke gedeelte is onbewoond vanwege het heuvelachtige karakter. Het merendeel van de overige inwoners van Burgeo woont op Smalls Island en Bobbitts Island, twee erg kleine eilandjes die via dijken met Grandy Island verbonden zijn.

## Galerij

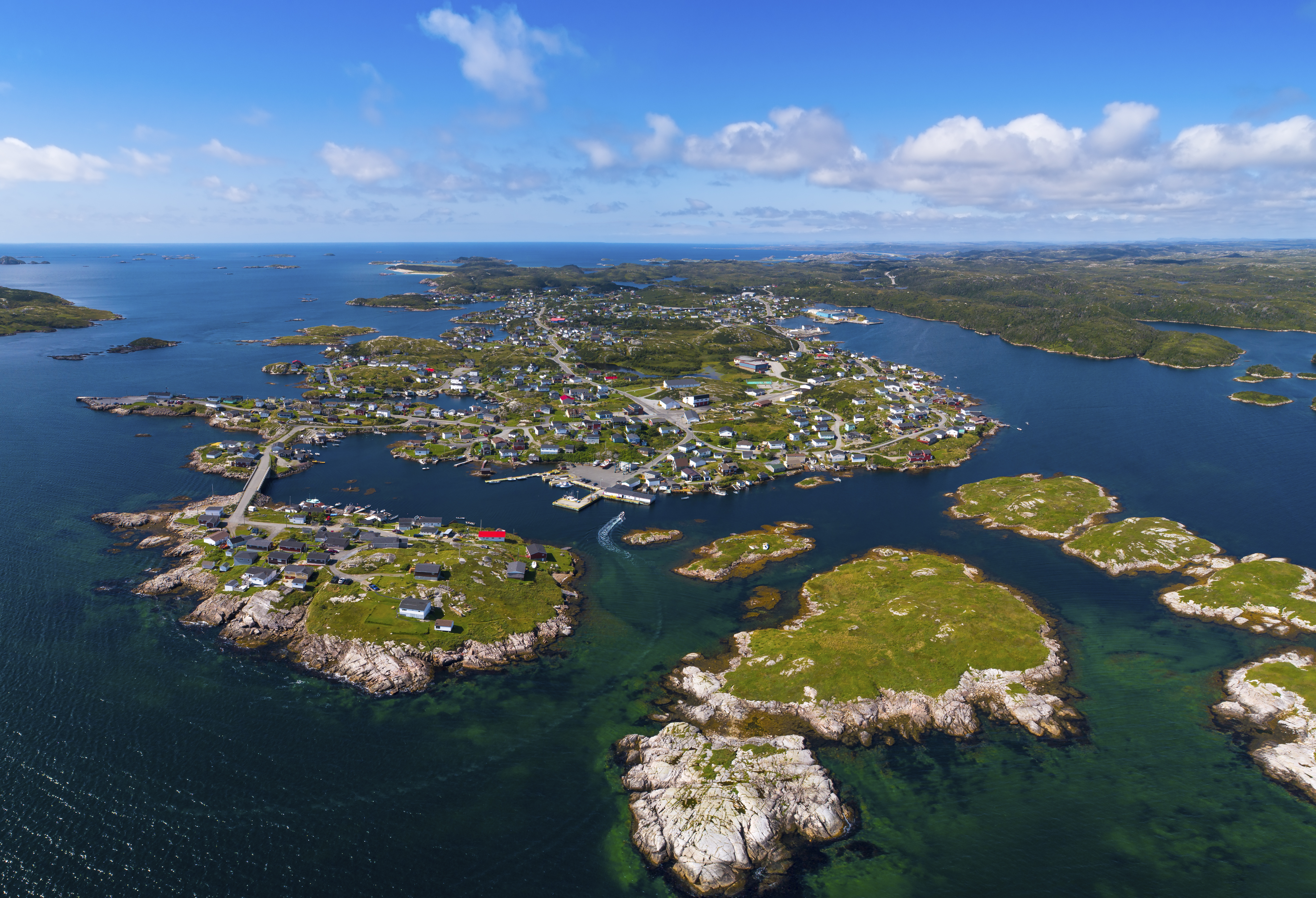
Luchtbeeld van Burgeo met Smalls Island op de voorgrond (2018). Grandy Island is de volgebouwde landmassa, inclusief het onbebouwde noordelijke schiereilandje (rechts).